# Opoka (województwo lubelskie)
Opoka – wieś w Polsce położona w województwie lubelskim, w powiecie puławskim, w gminie Końskowola.
Leży nad Kurówką.
W latach 1975–1998 miejscowość administracyjnie należała do ówczesnego województwa lubelskiego.
Wieś stanowi sołectwo gminy Końskowola. Według Narodowego Spisu Powszechnego z roku 2011 wieś liczyła 265 mieszkańców.
Wieś jest siedzibą Ochotniczej Straży Pożarnej Opoka, posiada orkiestrę reprezentowaną przez OSP Opoka. Na polach znajduje się wał z kamienia wapiennego, prawdopodobnie pozostałości wczesnośredniowiecznego grodziska słowiańskiego oraz cmentarzysko kultury przeworskiej. Opoka sąsiaduje z Witowicami (od, których oddziela ją rzeka Kurówka), Końskowolą, Pulkami, Chrząchówkiem i Puławami. Ludność głównie trudni się w rolnictwie. 
Wierni Kościoła rzymskokatolickiego należą do parafii Znalezienia Krzyża Świętego i św. Andrzeja Apostoła w Końskowoli.

## Historia
Opoka w połowie XV wieku (1453) notowana jako „Oppoka”, wówczas wieś w powiecie lubelskim parafii Wola Konińska. Wieś stanowiła własność szlachecką w roku 1453 odnotowano granice z Siedlcami przebiegające (według zachowanego opisu) od Młynków w Małym Lasku u rzeczki i koło drogi z Siedlec do Woli Konińskiej, do granicy między Osinami a Chrząchowem i drogi zw. Wojenna. W latach 1453–1484 wieś w kluczu Wola Konińska Piotra Konińskiego z Witowic który w 1484 odstępuje Opokę ze starym dworem synowi Janowi. Dziesięciny z całej wsi w 1529 roku w wymiarze 2 grzywny płacą kościołowi w Gołębiu.
W wieku XVII własność Stanisława Opockiego, którego nagrobek z 1672 roku znajduje się w kościele klarysek pw. św. Jana Chrzciciela w Zawichoście. Wieś położona w powiecie lubelskim  województwa lubelskiego wchodziła w 1662 roku w skład majętności końskowolskiej Łukasza Opalińskiego. 
26 maja 1946 wojska radzieckie spaliły 2/3 wsi. 
26 lutego 1986 utworzono Ochotniczą Staż Pożarną. 